# 阿诗玛
《阿诗玛》（国际音标：/ɑ33ʂi33mɑ33/，汉文早期也写作《阿斯玛》）是彝族撒尼人的民间叙事长诗，属于口传五言诗，主要流传于云南省石林彝族自治县。《阿诗玛》是一部记录了彝族撒尼社会发展的民间历史著作，被撒尼人称为“我们民族的歌”，是撒尼人民族文化的代表。长诗由撒尼先民在漫长的劳动生活中，以口耳相传讲述和歌唱的方式保存下来，至今仍在撒尼人中广泛流传，可在婚嫁、葬仪、劳动、生活等场合讲唱，也因包含一定的宗教内容被视为宗教经典，在一些固定的祭祀礼仪中讲唱。
《阿诗玛》是中国少数民族民间文学中的珍品，代表着撒尼人文学作品的最高成就，2006年入选第一批中国国家级非物质文化遗产。现在流传最广的汉语《阿诗玛》文本化作品，是由黄铁、杨知勇、刘绮、公刘四人于1953年整理完成的，至今共有八个不同版本的汉文版《阿诗玛》出版发行。整理本因脱离原始的《阿诗玛》长诗内涵，也受到了学界的批评。《阿诗玛》的故事已被改编为电影、戏剧等多种艺术形式。

## 人物
《阿诗玛》长诗中主要人物有：穷人“格路日明”家的“阿诗玛”和“阿黑”两兄妹，与之对立的主要人物则是土司“热布巴拉”家，包括“热布巴拉”和其子“阿支”，此外还有重要人物媒人“海热”，部分版本中的媒人是“布前日子老人”或者蜜蜂。
在撒尼语人名中，“阿”是撒尼人前辈对晚辈昵称的前缀，“诗”有蛇、金、黄等意，“玛”是附在名字后表示女性的词尾。阿诗玛生于蛇年蛇月蛇日蛇时，“阿诗玛”一名有蛇的含义，第二种说法为“阿诗玛”表示金贵。“阿黑”是音译而来的名称，撒尼语的读音为“/ɑ33hi33/”，“黑”在彝语里的含义不清，但可以确定没有“黑色”之意，现代撒尼人的人名中已无“阿黑”的称法。“格路日明”一名，“格路”为姓，“日明”为名，现代撒尼彝姓中已无“格路”之姓。由于彝族撒尼彝文记载人名时有于名字前连缀所在村寨名称的习惯，彝族学者刘世生认为“格路”应是村寨名称，指今石林县圭山镇革腻村。“热布巴拉”按照彝名构成规则，“热布”应为姓，“巴拉”为名。刘世生认为“热布”应是村寨名称，位置在今丘北县曰者镇一带，而“巴拉”应是家族姓氏并非具体人名，刘世生推测热布巴拉家就是撒尼人的南盘江外弥勒州昂氏土司。“海热”一名，在彝语里则有老鼠的含义，是贬义性名称。

### 阿诗玛与阿黑
《阿诗玛》长诗的人物中，阿诗玛与阿黑的关系最为复杂，围绕“兄妹说”和“情侣说”，学者对阿诗玛与阿黑之间的关系提出了不同看法。1986年云南社科院李缵绪编辑出版了《阿诗玛原始资料集》，全部29个讲述“阿诗玛”故事的资料本无一例外的表示，阿黑与阿诗玛是兄妹关系而非恋人关系，甚至有版本认为阿黑与阿诗玛是亲兄妹，阿诗玛真正的恋人叫“阿沙”。第三种说法，阿黑与阿诗玛是乾兄妹，阿沙是阿诗玛的同胞哥哥，阿诗玛与阿黑相爱。学者李红昌与钱润光对汉文1980版《阿诗玛》、1985版《阿诗玛》及《阿诗玛原始资料集》进行了梳理，三本文献共有43个版本的《阿诗玛》，包含彝文原诗译本、手抄翻译稿、音乐记录稿、歌词等，其中34个版本中阿诗玛称呼阿黑为“哥”，共出现550次。
早期的《阿诗玛》整理者之一公刘在1955年赴石林县的撒尼人地区暂住了一段时间，据他调查撒尼民间对于阿黑与阿诗玛的关系除了普遍的兄妹说之外，确实也有传说和风俗证明他们是情侣。西南大学教授王倩予分析，诗中多次提到“嫂”，因此阿黑可能已经结婚，依阿黑“远方放羊”一事，推测阿黑的婚姻方式为劳役婚或“从妻居”。云南师范大学学者李淼在2012年调查走访石林当地老艺人和毕摩时，几乎所有的民间传承人都认为阿黑和阿诗玛是兄妹而非恋人。《阿诗玛》中的阿黑与阿诗玛在撒尼人传说《洪水滔天史》中拥有神话原型：阿鲁与阿诗是亲兄妹，世界发洪水后，人类只剩他们二人，于是结婚繁衍后代，这也是撒尼人传说中对“撒尼人由来”的阐述。云南民族大学学者谢国先认为，阿诗玛与阿黑都是人格与神格的混同者，他们希望像神话中的阿鲁与阿诗一样，既是兄妹，又做夫妻。谢氏的这一观点在2004年阿诗玛国际学术研讨会上被大多数学者所接受，基本可以作为定论。如今大部分人将阿诗玛与阿黑的关系理解为情侣，这一现象是通过电影《阿诗玛》形成的，电影为了符合时代价值观念，对长诗做了一定改编。

## 故事概况
| 环节       | 环节     | 统计                                                                 | 文本编号                                                                                      |
| ---------- | -------- | -------------------------------------------------------------------- | --------------------------------------------------------------------------------------------- |
| 序歌       | 序歌     | 7                                                                    | 1、10、23、24、26、27、29                                                                     |
| 求神       | 求神     | 13                                                                   | 1、2、3、10、12、15、21、22、 23、24、26、27、29                                              |
| 生长       | 生长     | 23                                                                   | 1、2、3、4、6、7、8、9、10、12、 13、15、16、20、21、22、23、24、 25、26、27、28、29          |
| 议婚       | 议婚     | 23                                                                   | 1、2、6、7、10、11、12、13、14、 15、16、17、18、20、21、22、23、 24、25、26、27、28、29      |
| 成婚       | 成婚     | 25                                                                   | 1、2、3、4、5、6、7、10、12、13、 14、15、16、17、18、19、20、21、 23、24、25、26、27、28、29 |
| 追赶       | 追赶     | 21                                                                   | 1、2、4、5、10、12、13、14、15、 16、17、18、19、21、22、23、24、 26、27、28、29              |
| 考验       | 考验     | 21                                                                   | 1、2、3、4、5、10、12、13、14、 15、16、17、18、19、21、23、24、 26、27、28、29               |
| 献祭救赎   | 献祭救赎 | 18                                                                   | 1、2、3、4、5、6、7、8、10、13、 14、17、21、23、24、27、28、29                               |
| 结局       |          |                                                                      |                                                                                               |
| [ 结局 1 ] | 18       | 1、2、3、5、10、12、13、14、16、 17、19、21、23、24、26、27、28、 29 |                                                                                               |
| [ 结局 2 ] | 6        | 4、7、15、18、20、25                                                 |                                                                                               |
| [ 结局 3 ] | 5        | 6、8、9、11、22                                                      |                                                                                               |
| 1. 2. 3.   |          |                                                                      |                                                                                               |

不同毕摩的彝文手抄本《阿诗玛》内容和情节都没有太大差异，因在不同场合（祭祀、婚礼、丧葬、生育）吟唱的内容不同，口传《阿诗玛》的记录本差异较大。根据口传风格，《阿诗玛》可分为南北两个流派，南部流派分布在石林县的圭山、长湖、亩竹箐等地，北部流派分布在石林、西街口、北大村等地。2002年和2003年，时任石林县长赵德光主编出版了《阿诗玛原始资料汇编》、《阿诗玛文献汇编》两本资料集成，囊括了20世纪50年代以来能得到的所有资料，《原始资料汇编》共记载42份“阿诗玛”原始资料，《文献汇编》收录了全部8个汉文版本的《阿诗玛》。
虽然各版本的《阿诗玛》多少有些许不同，其情节结构可以按照故事发展的时间顺序大致分为：序歌、求神、生长、议婚、成婚、追赶、考验、结局八个环节，部分版本在“结局”前还有献祭救赎的内容。

### 典型情节
在撒尼村寨阿着底，穷人格路日明家有一个美丽善良的姑娘叫阿诗玛。土司热布巴拉之子阿支垂涎阿诗玛的容貌，热布巴拉派媒人海热前往提亲。格路日明夫妇不舍阿诗玛出嫁，海热劝说姑娘长大了出嫁是天经地义的事情，最后格路日明夫妇同意把女儿嫁给阿支（另有版本被阿诗玛拒绝，于是热布巴拉抢婚）。阿诗玛嫁到（或被抢到）热布巴拉家后，在“楠密”放羊的阿黑梦到家中不祥，回家后知道阿诗玛已出嫁，遂赶到热布巴拉家要接走阿诗玛。热布巴拉为了不让阿黑抢走阿诗玛，想尽办法刁难阿黑（如比赛干农活、对歌、放虎咬阿黑等，也有版本说阿黑主动出击向热布巴拉家的门、供桌和柱子射箭），最终热布巴拉认输，放阿黑兄妹回家。回家路上，阿诗玛被神灵困住（对于神灵主要说法有崖神、山歌、抽牌神等；“困住”的常见说法有两种：被黏在石壁上、被神灵发洪水淹后又被神灵救起），要求阿黑用白猪、白羊来赎。但是阿黑找不到白猪，就将黑猪涂白假充，被神灵识破，将阿诗玛变作回声。

### 异文版本
各《阿诗玛》版本差异最大的部分，主要是阿黑救出阿诗玛及兄妹回家的故事，最终大多以浪漫主义的悲剧结局收尾。《阿诗玛原始资料集》的29份故事资料本中，共有18个版本的结局以悲剧收尾，包括17个版本变成回声或崖神、1个版本被岩石压死；6个版本的阿诗玛留在了热布巴拉家生活。在“议婚”环节中，共有4个版本讲述阿诗玛出嫁时，阿黑留在家中并未外出，这4个版本中除了文本六没有明确的结局外，其余三个文本阿诗玛都留在了热布巴拉家生活。甚至有的版本中，阿诗玛与阿黑都对热布巴拉家的富裕家境很满意，没有抢婚、比赛和遇难的情节，这应是在结婚等喜庆场合讲唱的版本。
在《阿诗玛》整理的过程中，部分整理者杜撰了《阿诗玛》的结局，包括：阿黑阿诗玛回家途中被热布巴拉决堤放水冲走、阿诗玛被抢后人民群众怀念盼望阿诗玛。

## 诗歌特点

### 写作手法
《阿诗玛》叙事诗各版本的长度不一，以1953年黄铁等人整理的有完整故事情节的汉文版为例，共有1,892行。长诗是以主人公“阿诗玛”所串联起的融合了故事、传说、念白、舞蹈、乐器演奏为一体的综合生活实践，主要内容包括序歌、求神、生长、议婚、成婚、追赶、考验、结局等部分。情节一环扣一环，呈线性链状发展，悲剧结局出现在长诗的高潮之后。全诗以“阿诗玛”为主线，用顺序、倒叙、插叙的方式，通过诗体语言和唱词舞蹈表现故事。口传说唱的《阿诗玛》版本还运用了大量的“叠叙”手法，使撒尼歌手更易于记住叙事诗的歌词。《阿诗玛》中也出现有彝族宗教经籍的句式与段落，涉及经籍包括《指路经》、《安魂经》、《补女子冷藏经》、《驱邪词》等。
长诗语言朴实无华，多用乡土话和口头语言书写，不堆砌华丽的词藻，选择提炼撒尼人的日常用语写入诗中。在人物对话和叙事上大量用到了谐音、顶针、拈连、比喻、起兴、拟人、反复、对比、夸张等修辞手法，以准确、鲜明的形象恰当的表现客观事物并突出事物的本质，也使得全诗语言生动。例如在表现“格路日明家”与“热布巴拉家”的对立时，前者“花开蜜蜂来”，后者却“花开蜂不来”；表现阿黑、阿诗玛的纯洁高尚时，长诗以青松、桂花作比，而写到阿支卑劣龌龊时，则用丑陋的树杈和猴子比之。下为1999年出版、黄建明等协作整理翻译的《阿诗玛》中的一个诗节，以表明《阿诗玛》的语言特点。
|              | 美丽阿诗玛， 生下满三月， 笑颜似花开， 妈给囡梳头， 乌发似阴影， 阿妈喜两场。 |
| ——《阿诗玛》 |                                                                               |

### 音韵节律
从诗学角度，彝语原版的民间《阿诗玛》为彝族诗歌常用的五言句，没有汉文律诗一样的平仄规律，用调不受限制。“AB+CDE”型二三音节（例：彝家阿着底）和“ABC+DE”型三二音节（例：一岁时会走）是《阿诗玛》中使用较多的节律。由于受五言诗格式的限制，《阿诗玛》中基本没有按照彝语语法“主宾谓结构”的形式来写作，常省略宾语，并且很少使用口语中大量存在的虚词。《阿诗玛》中大部分词汇与书面彝语相同，多是单音节词，而口语的词汇多是双音节或多音节词，因五言诗格式的限制，作者采用“简缩词”的办法调整多音节词，或者将其“拉长句”，加一些无关紧要的词，分成两行诗来写。

### 念唱吟诵
作为念唱和吟诵的民间文化，《阿诗玛》的旋律以1351四个音为基础调式，有的情景需要对唱或多人协作演唱。《阿诗玛》在民间有多种唱法，国家级非物质文化遗产项目传承人王玉芳就可以演唱“喜调”、“骂调”、“老人调”、“悲调”、“哭调”、“库吼调”、“叙事调”、“牧羊调”、“犁地调”、“绣花调”、“织麻调”、“月琴调”、“口弦调”、“三弦调”、“婚礼调”、“哄睡调”等多种“民间调”的《阿诗玛》，另一传承人毕华玉则演唱相对于“民间调”的“毕摩调”《阿诗玛》。依情节的不同，《阿诗玛》的唱调也有所不同，例如海热前往格路日明家说媒时，阿诗玛的唱词即为“骂调”；唱调也会根据演唱环境的需求而改变，如婚礼中演唱“喜调”，葬礼上演唱“悲调”。演唱时可配以三弦、笛子等乐器，也可以清唱。根据王玉芳的说法，完整的《阿诗玛》“几天几夜都不会唱完”，因此多演唱长诗中的主要部分。著名撒尼民歌《远方的客人请你留下来》即运用了《阿诗玛》的演唱曲调写成。

## 形成时代

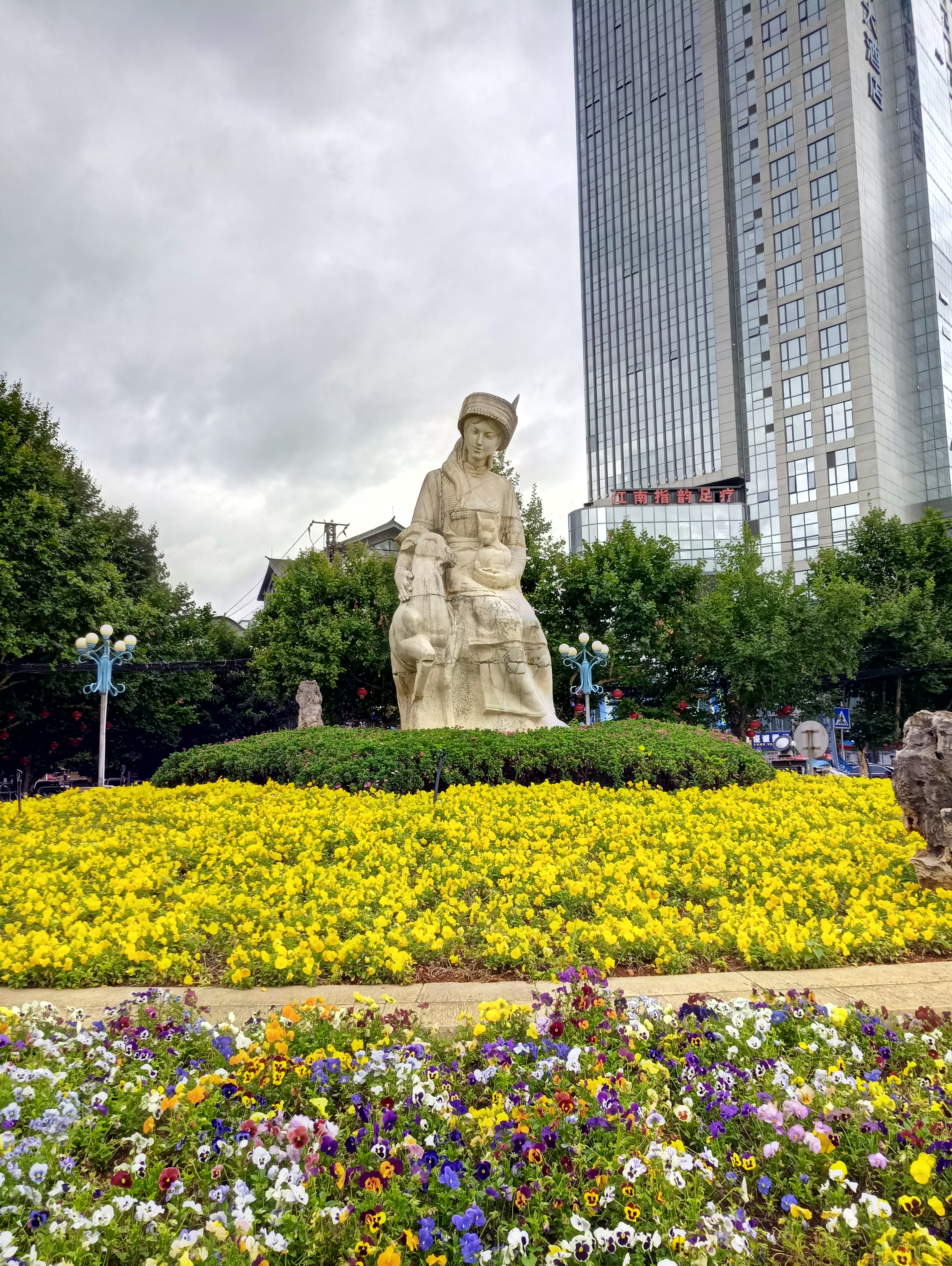
石林县城内的“阿诗玛”雕像

因《阿诗玛》作为民间文学作品所具有的“变异性”特征，各版本的故事情节有些许差异，大部分版本仍以“出生与取名——成长——说媒——热布巴拉突袭抢亲与阿黑火速救援——阿诗玛被困与热布巴拉对峙——阿诗玛获救——回家路上被洪水吞没”的情节为主。通过对主要情节的分析，学者对《阿诗玛》的形成年代提出了多种看法，普遍认为《阿诗玛》的形成年代较为久远，少数学者认为只有一两百年的历史，甚至有学者以传播学的视角认为《阿诗玛》的民间文学文本仍然在发展中，至今没有形成定型的文本。
长诗整理者杨知勇认为，《阿诗玛》全诗都贯穿有超自然的神秘力量，阿黑与热布巴拉比试的内容主要是狩猎经济进入农耕经济初期粗放的农耕行为，因此他论断《阿诗玛》产生于撒尼人进入阶级社会之前的原始社会时期。学者李德君认为，“阿诗玛”生活在一个贫富差距悬殊的社会里，母权地位下跌，已经具有了封建社会的明显特征，因此他认为《阿诗玛》的形成不早于撒尼人进入封建时代，是撒尼人与彝族其他群体分开、独自迁徙之后产生的作品。彝族学者乌谷通过研究地名“阿着底”的变迁认为，《阿诗玛》的产生可以追溯到撒尼先民迁徙时代的南诏时期，并延续到“改土归流”的近现代。民间研究者毕志光认为，《阿诗玛》的形成年代应满足多个特征：火药使用之前、叟濮共居一地、路南秦氏土司统治之前、撒尼人中流行汉姓之前、兵荒马乱的年代，同时又因阿诗玛属蛇，十八岁出嫁时应是戌狗年，毕志光将《阿诗玛》的产生年代论断为公元1106年。彝族学者刘世生认为“热布巴拉”就是弥勒州昂氏土司，《阿诗玛》中叙述的事件应该发生在明朝中期土司制度崩溃不久之前，只有在土司制度面临崩溃的情况下才可能出现底层民众对土司势力的挑战，明成化年间曾实行改土归流，刘世生将《阿诗玛》的具体形成年代考订为弥勒州昂氏土司被“改流”的公元1481年。学者陶学良通过研究撒尼人的社会历史以及婚姻习俗，认为《阿诗玛》产生于对偶婚向“一夫一妻制”的过渡时期，是彝族由封建领主制向封建地主制过渡的产物，约在公元1465至1620年发展成熟。马学良、西胁隆夫等认为《阿诗玛》只有一两百年的历史。巴胜超、吴兴帜等认为，《阿诗玛》故事的形成年代最早为公元前8世纪，最晚为1726年清政府改土归流结束，时间跨度近2,500年，并不是在某个具体的时间点上形成，“即使在今天，《阿诗玛》的形成也还没有完成”。

## 主旨解读

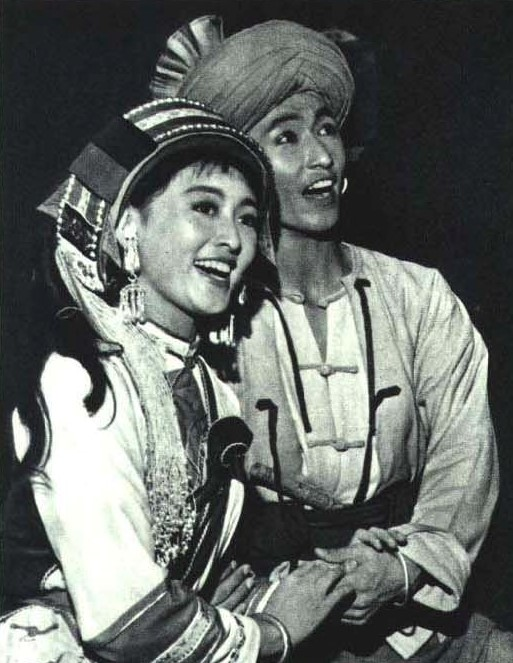
1963年的电影《阿诗玛》剧照，内容与原著有所不同

不同时代对《阿诗玛》长诗的解读也有不同的观点，《阿诗玛》整理出版后，早期的解读偏向阶级斗争方向，这是在十七年文学时期，流传最广版本之整理者处理原始文稿时的造作。现在对《阿诗玛》的解读多数已否定“阶级斗争”的思想，“阶级斗争”的认识也是不恰当的。

### 阶级斗争
革命斗争时期，学者将《阿诗玛》诠释为：讲述撒尼人历史上两个对立阶级间，围绕婚姻事件展开直接冲突的故事，反映了撒尼劳动人民追求自由幸福生活的强烈愿望，表现了阶级斗争的主题。“阿黑”作为被压迫阶级的象征，斗争锋芒直指社会恶势力代表土司“热布巴拉”家，使得以婚姻事件引起的社会冲突具有更深刻的阶级斗争内容。“阿黑”最终未能成功救出“阿诗玛”，“阿诗玛”变成了永生不灭的回声，体现了人民期望以不屈的斗争追求光明自由的坚定信念，长诗歌颂了撒尼人民勤劳、勇敢的优秀品质和酷爱自由幸福的的民族性格。

### 其他观点
最早参与《阿诗玛》整理工作的杨知勇等人认为，由于故事中阿黑与阿诗玛之间形似情人的兄妹关系，阿黑、阿诗玛与土司热布巴拉家的斗争是对血缘婚姻的留念和对一夫一妻制的抵制，表现了血缘婚留念者与一夫一妻制推行者之间的矛盾冲突，是两个历史时期社会观念的反映。学者王贵认为，阿黑是撒尼原始母系社会“舅舅为大”的体现者，他与热布巴拉家的斗争所表现的并非母权对父权的胜利，而是舅权对夫权的挫折，阿诗玛的反抗则体现了妇女摆脱家庭奴隶地位的要求。学者段凌宇指出，按照撒尼人的习俗，妹妹出嫁时哥哥有着庄严的义务，热布巴拉抢走阿诗玛是对阿黑的一种侮辱，阿黑的解救行动是对抢婚的对抗，是对“舅舅为大”这一荣誉的捍卫；另一学者黎文提出恰恰相反的观点，抢婚符合撒尼人的习俗，格路日明家的荣誉没有受到侮辱。云南民族大学学者谢国先认为，阿黑将阿诗玛从热布巴拉家抢回的原因很简单，阿黑与阿诗玛希望像神话中的“阿鲁”与“阿诗”一样，既是兄妹，又做夫妻。而现实中这是违反道德常理的，因此受到了神灵的惩罚，说明了撒尼民族思维中“神的乱伦是一种美德，但人乱伦是种罪恶”的认识。
由于《阿诗玛》作为民间故事的混杂性和多义性，部分版本表现的主旨与上述仍有不同，有版本表现控诉媳妇被丈夫和公婆虐待、体现“舅舅为大”使公婆不敢虐待、表现反抗统治阶级的婚姻掠夺、以阿诗玛表现女性主义等，甚至有表现对鬼神敬畏的故事版本。而大多数原始材料中存在的基本主题，是控诉媳妇被丈夫和公婆虐待。

## 整理發行
最早的《阿诗玛》书面化文本，是由懂得撒尼文的毕摩或民间歌手用撒尼文字记载下来的。现存的毕摩用古彝文记载下来的《阿诗玛》文本共有8个，均于中华人民共和国成立后再次整理而来。汉文版的《阿诗玛》，则在中华人民共和国成立后的20世纪50年代才被发掘整理成书。

### 历史
早在抗日战争时期，就有西南联合大学的人文学者注意到了《阿诗玛》长诗，吴晗、张光年、马学良等人曾到石林搜集《阿诗玛》。1946年，为庆祝抗日战争的胜利，经张冲指示，在昆撒尼族学生毕恒光、普震有筹办的“云南圭山区彝族音乐舞蹈”于昆明国民党云南省党部礼堂公演，其中就有《阿诗玛》歌舞。
1949年秋，作曲家杨放在一名懂汉话的撒尼长者帮助下记录了部分《阿诗玛》歌词，1950年交由昆明地方刊物《诗歌与散文》发表，同年被《新华月报》转载。1953年，昆明军区京剧团的京剧改革家金素秋、吴枫尝试将《阿诗玛》改编为京剧，由于没有处理好京剧表演与少数民族歌舞的融合，这次尝试并未取得预期的成功。但军区京剧团在彩排后，引起了众多文艺工作者对《阿诗玛》的关注。时任云南省委宣传部文艺处处长黄铁建议，省人民文工团组成一个小组，到撒尼族聚居区路南县圭山区进行《阿诗玛》的发掘工作，由黄铁和文工团副团长杨知勇、女作家刘绮负责。文工团一行共收集到诗歌故事20份，各版本之间存在差异，黄铁、杨知勇、刘琦、公刘等人最终在1953年底整理完成了如今流传开的《阿诗玛》故事版本。1954年1月30日首先在《云南日报》的副刊《文艺生活》发表，后被《人民文学》、《新华月报》等多家报纸杂志转载，云南人民出版社、中国青年出版社、人民文学出版社等多家出版社出版发行。
由于四位原整理者中的三位（黄铁、杨知勇、公刘）在反右运动中被打成右派，1959年云南省委宣传部要求时任云南大学校长李广田依1953年的收集稿重新整理，该作于1960年以《阿诗玛——彝族民间叙事诗》之名发行。文化大革命时期，《阿诗玛》一度被“四人帮”判定为“宣扬恋爱至上”，将之称为“修正主义大毒草”，众多《阿诗玛》及衍生作品的相关人员被迫害，包括已被打成右派的黄铁、杨知勇、公刘三人、因上述三人被打成右派而奉命接手整理的李广田、京剧改革家金素秋、吴枫、电影《阿诗玛》女主角杨丽坤等，此外文革中也有众多《阿诗玛》的彝文记本被烧毁。电影《阿诗玛》于1963年摄制完成后，受文革前夕阶级斗争“暗流涌动”的影响，未能通过文化部审核，1965年4月11日中宣部发布《关于公开放映和批判一些坏影片的通知》，《阿诗玛》被列入“坏影片”遭到封禁，直至1978年底才得以上映。

### 汉文版《阿诗玛》
到目前为止，共有八个不同版本的汉文版《阿诗玛》出版发行，前五个版本为根据口传资料用汉文整理加工，后三个版本根据彝文抄本整理翻译：
| 作者                                                             | 题名                                                 | 出版方                                        | 首次出版日期                   | 备注                                                       |
| ---------------------------------------------------------------- | ---------------------------------------------------- | --------------------------------------------- | ------------------------------ | ---------------------------------------------------------- |
| 杨放                                                             | 《圭山撒尼人的叙事诗阿斯玛——献给撒尼人的兄弟姊妹们》 | 《诗歌与散文》                                | 1950年9月                      | 少部分歌词和曲谱                                           |
| 朱德普                                                           | 《美丽的阿斯玛——云南圭山彝族传说叙事诗》             | 《西南文艺》                                  | 1953年10月                     | 不完整，只有近300行                                        |
| 云南省人民文工团圭山工作组                                       | 《阿诗玛——撒尼人叙事诗》                             | 《云南日报》                                  | 1954年1月30日、2月6日、2月13日 | 作者即黄铁、杨知勇、刘绮、公刘                             |
| 云南省人民文工团圭山工作组搜集整理、中国作家协会昆明分会重新整理 | 《阿诗玛——彝族民间叙事诗》                           | 人民文学出版社                                | 1960年5月                      | 作者即为李广田，依据1953年圭山工作组搜集而来的资料重新整理 |
| 云南省人民文工团圭山工作组                                       | 《阿诗玛——撒尼民间叙事诗》                           | 上海文艺出版社 收录在《中国民间长诗选第二集》 | 1980年6月                      | 作者即黄铁、杨知勇、刘绮、公刘                             |
| 昂自明                                                           | 《阿诗玛——撒尼民间叙事诗》                           | 云南民族出版社 收录在《牵心的歌绳》           | 1984年9月                      |                                                            |
| 马学良、罗希吾戈、金国库、范慧娟                                 | 《阿诗玛》                                           | 中国民间文艺出版社                            | 1985年                         | 彝文、国际音标、汉语音译、汉语意译四行对照译本             |
| 黄建明、普卫华、曾国品、西胁隆夫                                 | 《阿诗玛》                                           | 中国文学出版社                                | 1999年7月                      | 彝文、国际音标、汉文、英文、日文对照译本                   |

### 对整理本的评价
如今影响力最大、流传最广的版本是云南省人民文工团圭山工作组1953年整理完成、1979年由原整理者重新修订的版本，诸多衍生作品和外文翻译本均从这一版本的基础上处理而来。该版本采用“总合”的整理方法处理搜集到的原始文献，将1953年搜集到的20份异文全部拆开，集中“精华”部分，依据“反抗封建统治阶级的婚姻掠夺，争取自由幸福”的主题思想进行加工，即使该主题思想在原始文献中占比不大，将婚姻矛盾和家庭矛盾升格为阶级矛盾。这是在革命斗争的传统下，汉族学者以多个《阿诗玛》异文版本为基础重新进行整合的结果，加入了整理者自身对《阿诗玛》的理解与“二次创作”，第一作者黄铁甚至没有赴圭山地区亲自参与搜集整理工作，四名主编均不懂撒尼语，彝汉翻译人员的汉文程度也不高。由于作品整理于20世纪50年代，整理者有意识的以时代政治语境作为整理标准，长诗中原有的暧昧和复杂因素被有意识的遮盖，将之改造、简化为一个符合时代特征的阶级斗争故事，使得该版本的《阿诗玛》一定程度上扭曲了非汉民族的历史记忆。为了突出阶级间的对立，整理者“无中生有”的杜撰了许多情节凸显统治阶级的黑暗，并在人物形象上美化了阿诗玛与阿黑，将原始材料中父母包办婚姻改为父母支持阿诗玛自由选择伴侣，剔除了格路日明夫妇性格中固守传统、屈从于习俗以及贪慕虚荣的部分，凸显阿诗玛一家“无辜受难”。此版本有意识的以“抢婚”作为阶级斗争的表现，将抢婚双方的矛盾设计为阶级矛盾，而实际在特定的时代与民族习俗中，抢婚却是社会公认的、特殊却有效的婚姻缔结仪式。中国社科院学者萨支山指出，1953年版《阿诗玛》整理的目的不仅在于一部文学艺术作品的加工与完善，更多是被当作一件具有政治影响的文化事件来处理。
《阿诗玛》的搜集、整理和出版，对中国各民族文化遗产的发掘、整理和保护起到了促进作用，也推动了中国多民族社会主义文学的发展；作为中华人民共和国成立初期整理出版的少数民族民间文学作品，对拓宽文艺创作题材也产生了广泛的影响。另一方面，《阿诗玛》经历了中国文坛十七年文学时期的文化征用和改造，被演绎为讲述国家化叙事且无关乡土社会语境的媒介文本，已经脱离了撒尼人历史社会的发展。原本民间文学作品多样性的情节被改造为“少数民族反抗阶级压迫”的革命化、单一化叙事。学者段凌宇认为，《阿诗玛》的搜集整理成书表明撒尼人习俗和传说的阐释权，已经从毕摩和撒尼民众手中转移到了“新意识形态话语执掌者”的手里。

## 衍生作品
民间叙事诗《阿诗玛》被改编衍生出了许多艺术形式的作品，如彝剧《阿诗玛》、京剧《阿黑与阿诗玛》、电影《阿诗玛》、民族舞剧《阿诗玛》、音乐剧《阿诗玛》、歌剧《阿诗玛》、花灯剧《阿诗玛》、滇剧《阿诗玛》等。1963年拍摄的电影《阿诗玛》是中国第一部彩色宽银幕立体声音乐歌舞片，1979年正式放映后获得巨大反响，《阿诗玛》故事因此闻名中国。中国中央电视台中视传媒在2005年拍摄了《阿诗玛新传》电视剧，内容与《阿诗玛》原诗完全不同。1995年，台湾作家夏瑞红以《阿诗玛》为蓝本改编出版了《阿诗玛的回声》小说；2007年，杨德安将《阿诗玛》改编为故事出版。《阿诗玛》长诗传播到日本后，于20世纪60至90年代在日本衍生出了广播剧、舞台剧及儿童剧三种艺术形式。
许多衍生作品为了达到艺术效果以及符合观众的价值观念，对《阿诗玛》进行了一定改编，比如电影《阿诗玛》将“阿诗玛”与“阿黑”的兄妹关系更改为了情人关系，这也造成了世人将二主人公的关系曲解的现象。

## 境外传播
《阿诗玛》故事流传到西方国家地区，最早由法国传教士邓明德在1898年发表的法文《撒尼倮倮》一书中被提及。1951年，杨放发表的部分《阿诗玛》歌词被翻译为俄文，发表在苏联的刊物上。现代完整的《阿诗玛》成书在中国境外出版最早是1957年日本学者宇田礼、小野田耕三郎翻译的。至今已有英、法、日、韩、俄、德、泰、罗、世界语等九种文字译本的《阿诗玛》出版发行（中国中央电视台曾报道《阿诗玛》被翻译为三十一种文字，具体未知）。现在《阿诗玛》在日本的传播较为广泛，《阿诗玛》也是第一部被介绍到日本、在日本影响力最大的中国少数民族民间文学作品。下表列出部分外文版的《阿诗玛》译作：
| 语言   | 题名                           | 译者                | 年份 | 出版                                           | 源语文本         | 备注                                                                     |
| ------ | ------------------------------ | ------------------- | ---- | ---------------------------------------------- | ---------------- | ------------------------------------------------------------------------ |
| 英语   | Ashma, the Oldest Shani Ballad | 戴乃迭              | 1955 | 英文版《中国文学》第1、3期                     | 1955年“黄铁本”   |                                                                          |
| 英语   | Ashma                          | 戴乃迭              | 1957 | 外文出版社                                     | 1955年“黄铁本”   | 即1955年《中国文学》第3期刊载的文本                                      |
| 英语   | Ashima                         | 戴乃迭              | 1981 | 外文出版社                                     | 1960年“李广田本” |                                                                          |
| 英语   | 阿诗玛＝Ashima                 | 潘智丹              | 2007 | 广东教育出版社                                 |                  | 杨德安改编的汉英对照故事本                                               |
| 日语   |                                | 宇田礼 小野田耕三郎 | 1957 | 未来社《中国之民话》                           | 1955年“黄铁本”   |                                                                          |
| 日语   |                                | 松枝茂夫            | 1960 | 讲谈社《世界童话文学大系》第14卷《中国童话集》 | 1954年“黄铁本”   | 题名中文译作《回声公主》或《应山歌姑娘阿诗玛》                           |
| 日语   |                                | 千田九一            | 1962 | 平凡社《中国现代文学集》第19卷《诗·民谣集》    | 1960年“李广田本” |                                                                          |
| 日语   |                                | 木下顺二            |      |                                                | 1954年“黄铁本”   | 题名中文译作《阿诗玛——爱与勇气的幻想故事》，叙事情节和故事结构有较大改编 |
| 日语   | 不明                           | 梅谷记子 邓庆真     | 2002 |                                                | 1960年“李广田本” | 尚未正式出版，手稿现藏奈良女子大学图书馆                                 |
| 日语   |                                | 張麗花 高明         | 2019 |                                                |                  |                                                                          |
| 俄语   |                                |                     | 1956 | 外文出版社                                     | 1954年“黄铁本”   |                                                                          |
| 法语   | Ashma                          | 何如                | 1957 | 外文出版社                                     | 1955年“黄铁本”   |                                                                          |
| 世界语 | Aŝma                           | 李士俊              | 1964 |                                                | 1960年“李广田本” |                                                                          |

## 保护研究
2004年，石林县地方政府曾与中央民族大学合作开展“阿诗玛国际学术研讨会”。2006年5月20日，《阿诗玛》被中华人民共和国国务院列入第一批中国国家级非物质文化遗产名录。申遗成功后，石林县地方政府采取了多项措施保护和传承《阿诗玛》，包括组织专项调查、传承人培养、阿诗玛文化展览馆和阿诗玛文化研究所的建设等多种保护方式。2007年6月5日，经中华人民共和国文化部确定，石林彝族自治县的毕华玉和王玉芳作为《阿诗玛》文化遗产项目代表传承人，列入第一批国家级非物质文化遗产项目226名代表性传承人名单。毕华玉于2013年3月故去，如今《阿诗玛》的国家级传承人仅剩王玉芳一人。
2011年2月25日，《中华人民共和国非物质文化遗产法》出台，是为国家层面保护《阿诗玛》等非遗的唯一一部法律。地方上，云南省和昆明市政府出台了《云南省民族民间传统文化保护条例》、《云南省昆明市人民政府关于加强非物质文化遗产保护工作的若干意见》等行政保护文件。2018年3月，云南省人大常委会审批通过了《昆明市非物质文化遗产保护条例》，已于2018年7月1日实施。石林县制定了《阿诗玛教学大纲》、《石林县各级非物质文化遗产项目传承人管理办法（试行）》、《石林彝族自治县文艺精品创作和文化传承交流扶持奖励办法》等政策性文件保护、传承《阿诗玛》。《云南省石林彝族自治县阿诗玛文化传承与保护条例》在2018年7月26日经云南省第十三届人大常委会第四次会议审议批准，已于2018年10月1日正式施行。
《阿诗玛》自1950年首次发表后，至今有众多学者参与《阿诗玛》的研究，并出版了《阿诗玛论析》（黄建明）、《阿诗玛文化重构论》（赵德光）、《阿诗玛国际学术研讨会论文集》、《阿诗玛研究论文集》等研究著作；《阿诗玛原始资料集》（李缵绪）、《阿诗玛原始资料汇编》（赵德光）等原始资料集成。

## 影响现状

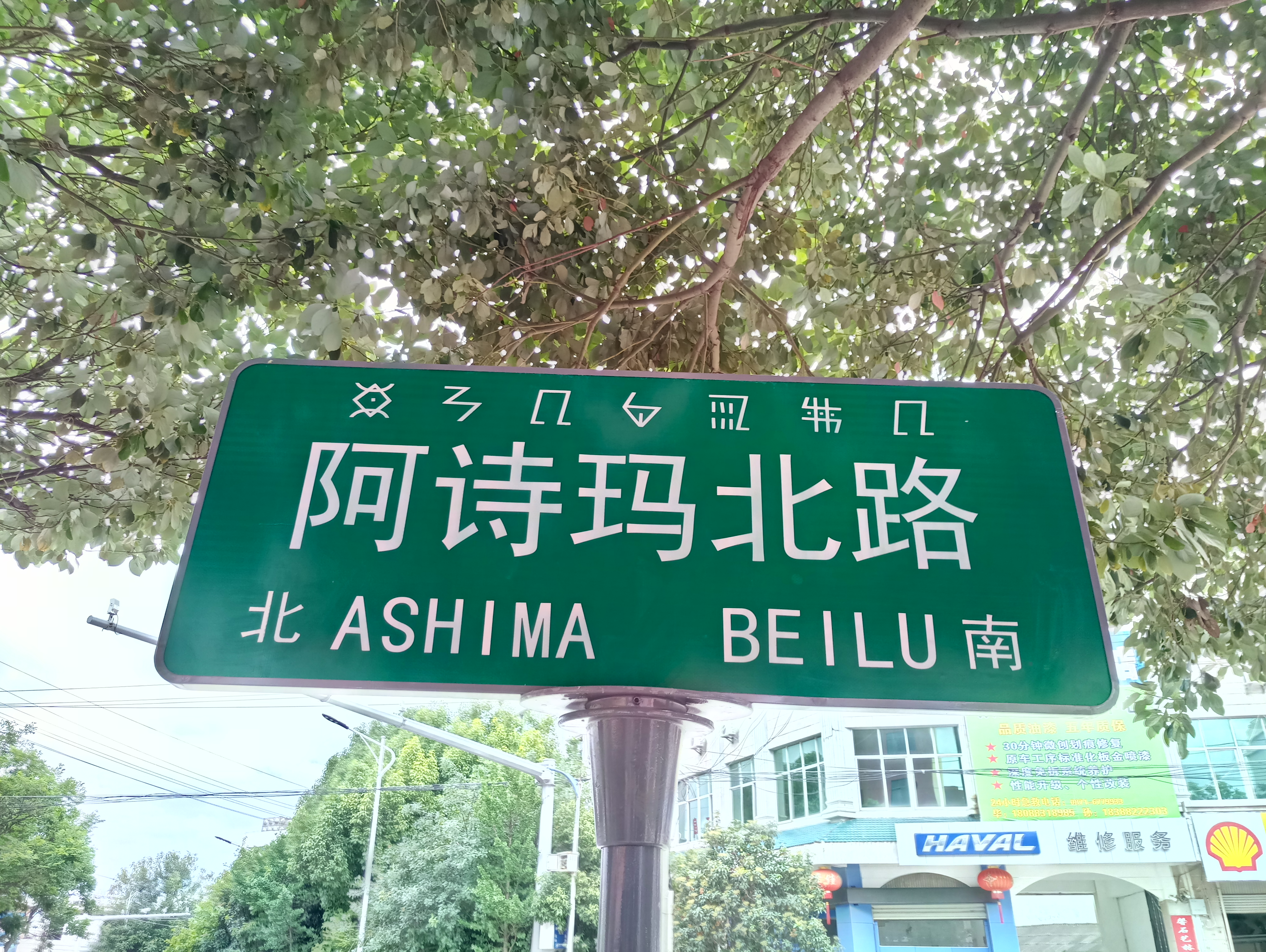
石林县内一条以“阿诗玛”命名的街道

彝族撒尼人将《阿诗玛》中的阿黑视为男子的楷模，将阿诗玛看作女性的典范，称撒尼青年为“阿黑”、撒尼少女为“阿诗玛”。受《阿诗玛》作品影响的缘故，当代撒尼社会中，有众多女性以“阿诗玛”为乳名。
1978年末，受文化大革命迫害的电影《阿诗玛》得以放映，电影播出后获得巨大反响，《阿诗玛》故事也因此而闻名中国。1980年代末开始，石林县（时称“路南县”）出现了大量以“阿诗玛”命名的建筑、街道、景观、机构、活动、项目等产物。1982年，玉溪卷烟厂开始生产“阿诗玛”牌香烟，一度畅销全国；邻近的曲靖市建起了一座“阿诗玛”雕塑，并曾在全国首届雕塑评奖大会上获奖。
现在阿诗玛已经成为云南省石林县旅游文化的代表，2001年石林县将“阿诗玛”注册为旅游商标，由云南石林旅游集团有限公司持有，在2013年获得国家工商总局“中国驰名商标”认定。阿诗玛民族工艺品、文娱演出等文化产业成为石林县旅游文化的重要组成，全县文化产业的GDP占比达到经济总额的7%，用电影《阿诗玛》和白族歌舞片《五朵金花》的片名作商标名产生了较好的经济效益，数十年间给云南省带来了超过1,000亿元的收入。《阿诗玛》故事的发生地——长湖镇阿着底村，也成为了石林县内的旅游地之一。但是《阿诗玛》的商品化趋向也极为突出，打着“阿诗玛”旗号兜售商品的地方，却基本没有《阿诗玛》叙事诗的踪影。2015年至2017年，石林县连续三年举办“国际阿诗玛文化节”，活动包括邀请新人伉俪到石林演绎体验电影《阿诗玛》经典片段及情景、体验彝族婚俗、度蜜月，感受彝族撒尼人传统婚礼，实际这已脱离了《阿诗玛》叙事诗的含义，是民间文学“去地方化”后又为了满足旅游文化发展而“再地方化”的表现。
《阿诗玛》在石林当地中小学生中的传承也颇为堪忧。2016年，云南民族大学教授普丽春赴石林县对石林民族小学、石林民族中学、巴江中学三个学校的中小学生进行调查。结果表明大部分石林当地中小学生对《阿诗玛》较为生疏，对《阿诗玛》的兴趣也随着年级的增长而递减，基本没有人会用彝语讲唱完整的《阿诗玛》，拥有数千学生的民族学校，仅有两三人能用彝语唱出《阿诗玛》。石林县的中小学教育中，地方彝族文化教材开发及民族课程设置均严重不足，很大程度上阻碍了《阿诗玛》在学生中的传承。2016年，昆明市与云南民族大学附属中学共同组建了“阿诗玛班”，面向昆明市的民族自治县和民族乡招收少数民族学生，开展“阿诗玛”相关的文化教育，得到云南民族文化专家学者的赞同。

## 评价
《阿诗玛》獲得好評。作家孙剑冰评价《阿诗玛》是“杰出的民间创作遗产”。作家臧克家评价《阿诗玛》是“中国人民文艺宝库中闪耀着民族色彩的一部长诗”。诗人晓雪说：“它显示出我国少数民族民间文学蕴藏的丰富和优美，不但受到广大读者的喜爱，而且赢得了很大的国际声誉。它早已作为我国民间诗歌的灿烂瑰宝，进入了世界文学宝库。”日本学者千田九一评价（阿诗玛的出现）“不仅使人们对于少数民族具有优秀文学的事实，增加了认识，而且也使人们把眼光扩展到其他少数民族文学的遗产方面，促进了这方面的发掘工作”。“在少数民族内部也引起了对于已经消歇的文学传统尽力寻求的愿望。”中国民间文学研究会评价：“发现和整理出《阿诗玛》来，应该说是对我国各民族的巨大贡献，也是对我国文学艺术的巨大贡献。”